# Niu Zhuang
Niu Zhuang (chinesisch 牛壮, Pinyin Niú Zhuàng; * 26. Juni 1994 in Fuyang) ist ein chinesischer Snookerspieler.

## Karriere
Niu Zhuang stammt aus Fuyang, einer Millionenstadt im Osten von China. Sein Vater brachte ihn zum Snooker und nachdem er in der Heimatprovinz Anhui zu einem der besten Spieler geworden war, besuchte er ab 2008 eine Snookerschule in Schanghai. Ab 2010 trainierte er in Peking. Erstmals national auf sich aufmerksam machte er beim Turnier in Yixing im Rahmen der Players Tour Championship 2012/13. Dort besiegte er mit Mark King und Stuart Bingham zwei erfahrene Snookerprofis und erreichte das Achtelfinale. Bei der International Championship qualifizierte er sich im selben Jahr für die Wildcard-Runde. Danach meldete er sich in der Q School an, um sich über die Turniere dort für die Profitour zu qualifizieren, konnte dann aber wegen eines verweigerten Einreisevisums nicht daran teilnehmen.
2013 wurde Niu chinesischer U21-Meister und belegte am Saisonende hinter Lu Ning Platz 2 in der Juniorenrangliste. In der PTC-Asian Tour war er 2014/15 wieder erfolgreich: Bei den Xuzhou Open 2015 besiegte er Matthew Selt und Cao Yupeng und erreichte wieder ein Achtelfinale. Außerdem bekam er eine Wildcard bei allen chinesischen Profiturnieren, konnte aber keine davon für einen Hauptrundeneinzug nutzen. Das galt auch in der folgenden Saison, erst bei den China Open 2017 gelang ihm ein knapper 5:4-Sieg über Alex Borg und er stand erstmals in der Hauptrunde eines vollwertigen Weltranglistenturniers. Dort war er aber beim 1:5 gegen Ricky Walden chancenlos.
Außerhalb Chinas trat er in dieser Zeit nicht in Erscheinung, national entwickelte er sich aber bei den einheimischen Turnieren immer mehr zu einem der besten Nicht-Profis. Aufgrund seiner Platzierung in der Rangliste des chinesischen Verbands CBSA auf Basis der CBSA China Tour bekam er 2017 die Startberechtigung für zwei Jahre für die Snooker Main Tour. Die erste Qualifikationsrunde der Saison 2017/18 für das Riga Masters verpasste er aber erneut wegen Visumsproblemen.
Bei den German Masters 2018 erreichte er wieder die Hauptrunde eines Ranglistenturniers, schied aber in der ersten Runde gegen Mark Davis mit 2:5 aus.